# 費迪南·馮·李希霍芬
費迪南·保羅·威廉·冯·李希霍芬男爵（德語：Ferdinand Paul Wilhelm Freiherr von Richthofen；1833年5月5日—1905年10月6日）是一位德國旅行家、地理和地质學家、科学家，以提出丝绸之路而出名。

## 生平
李希霍芬早期所留下的背景資料不多，出生於上西里西亞（在今日波蘭境內）的卡尔斯鲁厄（Carlsruhe，今名為Pokoj）。他曾就讀於布雷斯劳大學及柏林洪堡大學，1856年獲得博士學位，並在奧地利的提羅爾和特兰西瓦尼亚進行地質研究；在1860年到1862年之間，李希霍芬參與普魯士政府組織的東亞遠征隊，前往亞洲的許多地方，例如錫蘭、日本、台灣、蘇拉威西島、爪哇島、菲律賓、暹邏和緬甸等地旅行。1863年到1868年間，他在美國的加利福尼亞州做了大量的地質勘查，他的研究間接導致了加州後來的淘金熱潮。1868年到1872年間，他轉到中國做了七次遠征，這段時期中，他正式地指出羅布泊的位置（新疆已乾涸的鹹水湖，旁邊有古樓蘭遺址），还有考察都江堰。
1872年後，李希霍芬回到德國，1873年到1878年間擔任柏林地理學會主席，1875年起，在波昂大學任教，1883年到1886年年間服務於萊比錫大學，1886年後則轉到柏林洪堡大學，在他眾多學生之中，最出名的是瑞典探險家斯文·赫定。李希霍芬晚年擔任柏林地理學會的會長多年，並協助成立了柏林水文學院，1905年10月6日卒於柏林。
在近代地理學領域中，李希霍芬被視為重要的先驅，他在世界各地的地質紀錄與觀察結果、文獻都非常詳盡，倍受學者推崇。
第一次世界大戰中知名的飛行員曼弗雷德·冯·里希特霍芬是費迪南·馮·李希霍芬的侄子。
中國西部的甘肅走廊南緣山脈，曾有一部份的英文名稱是依李希霍芬的名字命名的，如Richthofen Range，也就是今日的祁連山脈。
李希霍芬用在華考察的資料，完成了巨著《中國——親身旅行和據此所作研究的成果》（China. Ergebnisse eigener Reisen und darauf gegründeter Studien.5 Bände mit Atlas）。该書共五卷于1877年至1912年出版，“絲綢之路”（德語：Seidenstraßen）一詞便首次出现於該書第一卷中。
李希霍芬在考察中国景德镇期间，以地名命名景德镇高岭出产的用于烧瓷的土，从此便有高岭土其名，闻名中外。

## 著作
- 1866年 -《康斯塔克礦：特性與可能的蘊藏量》（Comstock Lode: Its Character, and the Probable Mode of Its Continuance in Depth）
- 1877年-1912年- 《中國：我的旅行與研究》（China: Ergebnisse eigener Reisen und darauf gegründeter Studien）；在此書中，他第一次使用了“絲綢之路”來形容中國西部往歐洲的貿易路線，這個名稱一直廣為使用至今。

## 相關連結
- mnsu.edu上簡短的英文介紹